# Weingartenkapelle zu Naumburg
Die Weingartenkapelle zu Naumburg ist seit 1831 eine Wallfahrtskapelle in der unmittelbaren Nähe des hessischen Orts Naumburg und wurde zu „Ehren der Gottesmutter Maria“ geweiht. Am Altar befindet sich das Gnadenbild der „Mutter vom guten Rat“, die Kapelle wird immer noch als religiöser Ort von beiden Konfessionen verehrt.

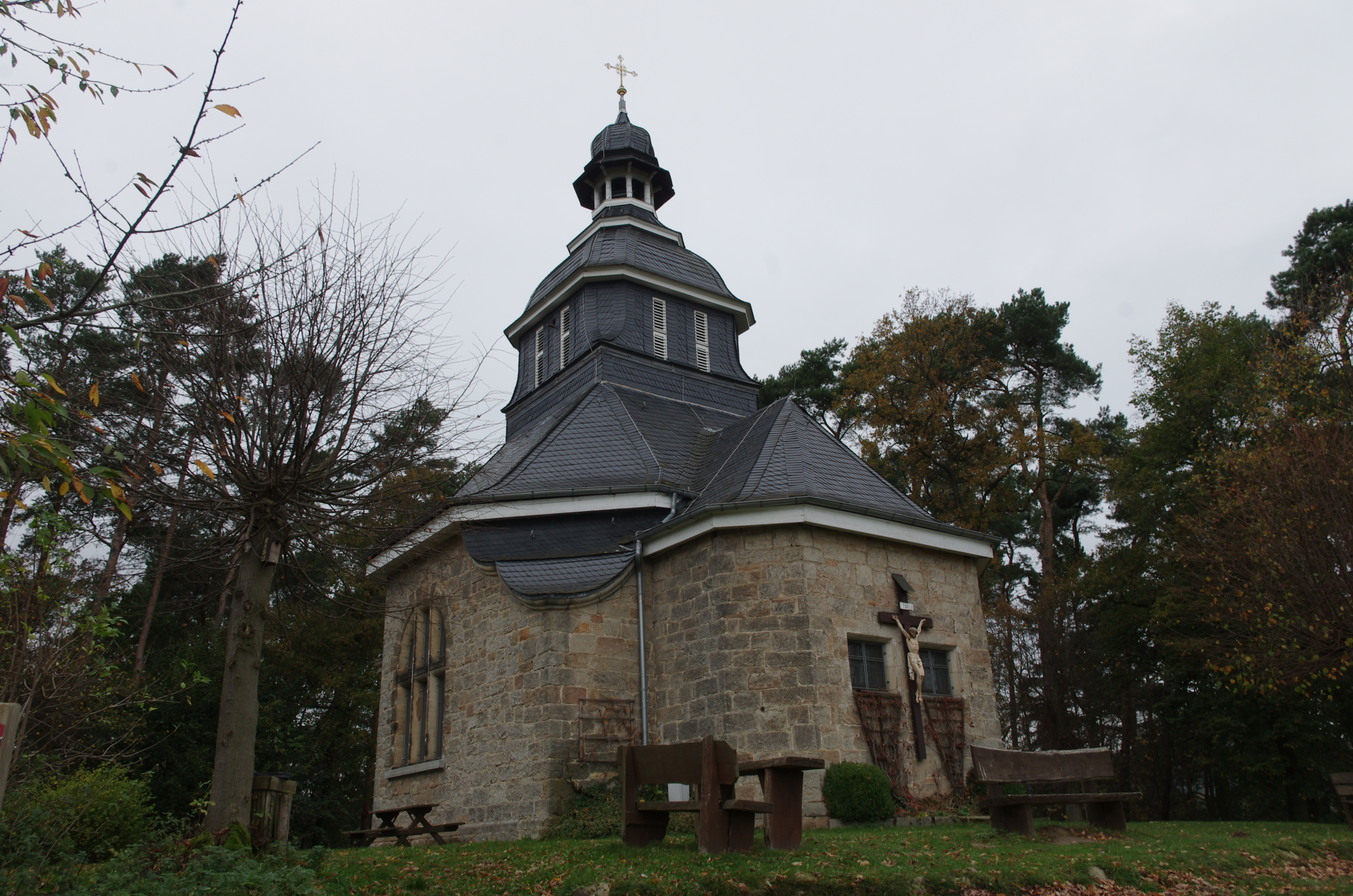
An der Kapelle

## Lage
Die Kapelle befindet sich etwa einen Kilometer nordwestlich der Ortslage Naumburg und 300 Meter südwestlich vom Weidelshof in einem Gehölz. An der Kapelle vorbei führt ein Wanderweg zur nordwestlich im Wald befindlichen Weidelsburg.

## Namensgebung
Die Namensherkunft „Weinbergkapelle oder Weingartenkapelle“ wird zum einen nach einer mündlichen Überlieferung und zum anderen nach historischen Grundlagen belegt.

### Die Weingarten-Legende
Nach alten Erzählungen und Überlieferung der Legende war der Weingartenhügel die erste Zufluchtsstätte der brandgeschädigten Bevölkerung. Am 7. Juli 1684 hatte eine Feuersbrunst die kleine Stadt vollständig vernichtet und die Bevölkerung, so wurde übermittelt, sei auf den außerhalb der kleinen Stadt Naumburg gelegenen Weinberghügel geflüchtet. Von hier aus mussten sie mit ansehen, wie ihre Stadt in Schutt und Asche fiel. Das laute Wehen, Klagen und „Weinen“ der auf dem Weinhügel versammelten Menschen führte dann zu der Bezeichnung „Wein(en)garten“ und somit in den späteren Jahren zum Namen der „Weinberg-Kapelle“. Allerdings konnte diese Namensgebung keiner historischen Wahrheit standhalten, doch die Legende bleibt.
Der Weingartenhügel war schon vor diesen Ereignissen ein heiliger Berg gewesen

„denn es führte ein altertümlicher Kreuzweg mit sieben Stationen, nämlich den sieben Fußfällen Christi, auf den Gipfel hinauf, den jedenfalls schon damals, wie dies später der Fall war, ein Kruzifix krönte …“

Hieraus ist es dann auch zu erklären, dass sich nach zuverlässigen Überlieferungen viele der so jäh um ihre Habe gekommenen Einwohner der Stadt auf diesen Hügel zurückgezogen haben, um hier Trost im Gebete zu suchen.

### Die historische Herkunft
Der Flurname wird schon im Naumburger Salbuch von 1654 und damit vor dem Stadtbrand erwähnt. Auch andere Autoren bringen diesen Flurnamen in Verbindung mit dem Weinbau und weisen darauf hin, dass dieser z. B. in Fritzlar schon zur Zeit des hl. Wigbert (gest. 747) bezeugt gewesen sei. Ebenso folgt der Verfasser des „Aufrufs zur Erbauung einer neuen Weingartenkapelle“ nicht der gängigen Namensdeutung, sondern führte aus:

„Da berichtet nun eine rührende Sage, dass die Leute noch während des Brandes in Menge sich an die Stätte der jetzigen Weingartenkapelle begeben hätten, um Trost im Gebete zu suchen, und von ihrem lauten Weinen über die vor ihren Augen lichterloh brennenden Häuser und Trümmer der Stadt hätte dann der Ort den Namen „Weingarten“ erhalten. Obgleich der Ort in Wirklichkeit den Namen nicht von diesem Weinen führt, sondern von dem Wein, der hier in früheren Zeiten gezogen wurde, so geht doch soviel aus der Sage hervor, dass hier die Leute bei dem Untergange ihrer Stadt geweint und gebetet haben (…). Auf dem Weingarten stand auch sicher damals schon die alte kleine Kapelle (…). Möglich ist es, dass in dieser kleinen Kapelle nach dem großen Brand eine Zeitlang der Gottesdienst gehalten wurde. Wäre der Platz nicht schon damals ein heiliger Platz gewesen, so hätten sich die Leute sicherlich nicht hierhin, sondern vielmehr auf einen näheren Berg begeben“

### Die erste Kapelle
Dass an diesem Ort bereits eine Kapelle erbaut wurde, bestätigen Beschreibungen aus dem Jahr 1760, dort wird dieser Platz fälschlicherweise als „Weidelsberg“ bezeichnet: „… eine Kirche welcher gegen Mitternacht eine kleine Stund von Naumburg in der Landstraße nach Warburg gelegen“, Für diese Annahmen spricht schließlich auch eine verlorene Überlieferung, wonach die Naumburger nach dem Brand auf dem Weingartenhügel für längere Zeit ihren Gottesdienst unter Zelten hielten. Glaubwürdig ist auch die Darstellung in der Naumburger Pfarrchronik anlässlich der dritten Weingartenkapelle im Jahr 1921:

„Schon vor dieser nunmehr weggeräumten (Anm.: zweiten) Kapelle hatte hier im 18. Jh. ein kleiner, bescheidener Andachtsraum mit Altar gestanden, erbaut auf Anregung des aus Naumburg gebürtigen geistlichen Frantz Asselen.“

### Die zweite Kapelle
Die bisherige kleine Kapelle zeigte in den Jahren 1820 bis 1828 deutliche Verfallserscheinungen und wurde baufällig. 1828 wurde sie abgebrochen und ein Jahr später wurde eine neue Kapelle mit Fachwerk erbaut. Die Einweihung dieses Neubaus erfolgte am 25. Juni 1830 durch den Fuldaer Bischof Johann Adam Rieger, dessen Bruder Bäckermeister in Naumburg war. 1852 wurde der Hügel mit Nadelholz bepflanzt, die Kapelle stand nun auf einem Steinsockel. An der Außenwand der Längsseite ist zwischen zwei Fenstern ein großes Kruzifix befestigt, die Kapelle hatte in dieser Zeit kein Glockengeläut, in unmittelbarer Nachbarschaft zum Kruzifix wurde später ein Weinstock angepflanzt.

### Die dritte Kapelle

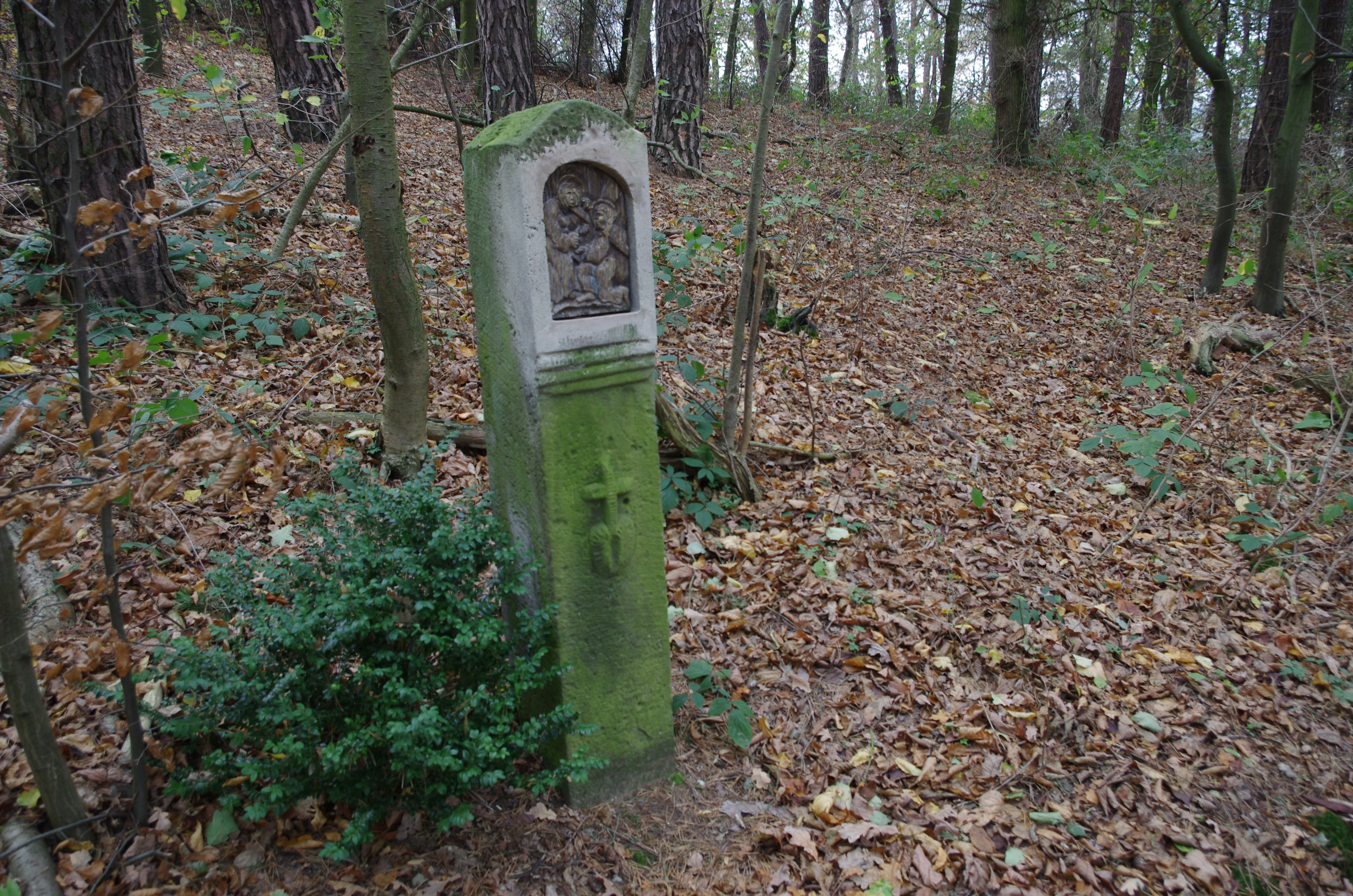
Eine Station des Kreuzweges

1911 entstanden die ersten Ideen über einen Neubau der Weingartenkapelle, der Erste Weltkrieg verhinderte jedoch die konkrete Planung und Ausführung und erst 1920 wurde mit einem Aufruf für den Neubau geworben. Ein hohes Spendenaufkommen – auch bei den Naumburgern, die in die USA ausgewandert waren- verwirklichte den Wunsch eine Wallfahrtsstätte zu Ehren der lieben Gottesmutter und eine Gedenkstätte für die Gefallenen des Krieges zu erbauen.
Am 4. April 1921 wurde die „zweite Kapelle“ abgerissen, am 24. Juli 1921 erfolgte die Grundsteinlegung für das jetzige Kirchengebäude. Nach den Plänen des Architekten Julius Reuter aus Fritzlar und mit großer Unterstützung der Naumburger schritt der Neubau zügig voran und am 29. Juli 1923 wurde die neue Kapelle mit Zustimmung des Bischofs der „Sancta Maria, mater boni consilii“ (Mutter vom guten Rat) geweiht. Somit wurde sie mit dieser Bestimmung eine Stätte, wo

„Jesus angebetet, Maria verehrt und für die Gefallenen gebetet werden soll.“

1928 erhielt die Kapelle einen Bildschmuck der 14 Stationen des Kreuzweges, so, dass die verwitterten Bildwerke der Fußfälle ersetzt werden konnten.
Zwischen 1984 und 1988 wurde durch die Hilfe des katholischen Bürgervereins das Hauptdach neu mit Schiefer eingedeckt. Im Herbst 1994 begann man, erneut durch großzügige Spenden und die Tatkraft der Naumburger Bürger unterstützt, mit den Renovierungsarbeiten und mit dem Anschluss an das Stromnetz. Am 21. Mai 1995 wurden durch den Naumburger Stadtpfarrer Ulrich Trzeciok die Renovierungsarbeiten mit einem Segnungsgottesdienst abgeschlossen.
Der Hochaltar stellt die Heilige Familie dar und wurde nach einem Bild von Franz Ittenbach gefertigt. Der rechte Seitenaltar zeigt Maria als „Mutter vom guten Rat“. Die beiderseits des Altars aufgestellten Holzplastiken der hl. Mutter Anna und der Madonna sind von einem ungarischen Künstler aus der Partnerstadt Komárom geschaffen und wurden der Kapelle zur Wiedereinweihung geschenkt. (vgl. Literaturhinweis)
Ansichten der heutigen Weingartenkapelle:

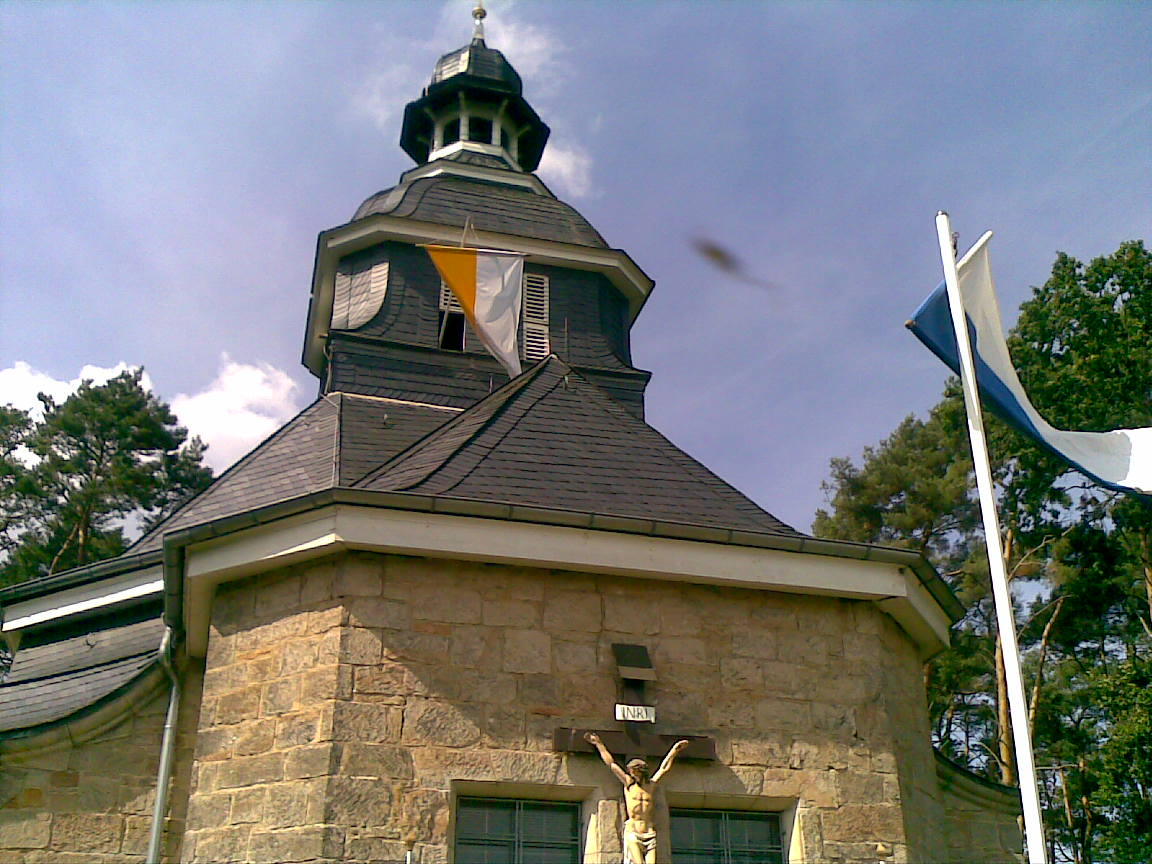
Dachstuhl mit Glockenturm
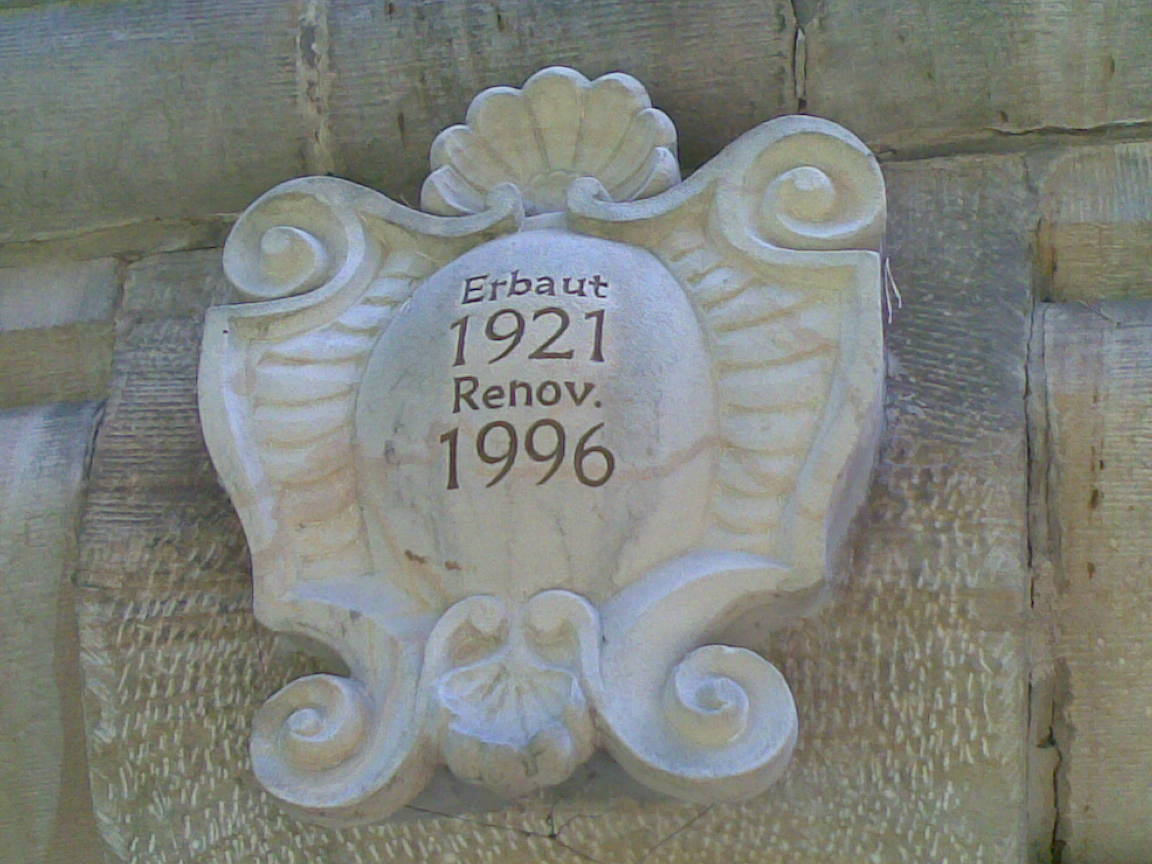
Erinnerungsmarke
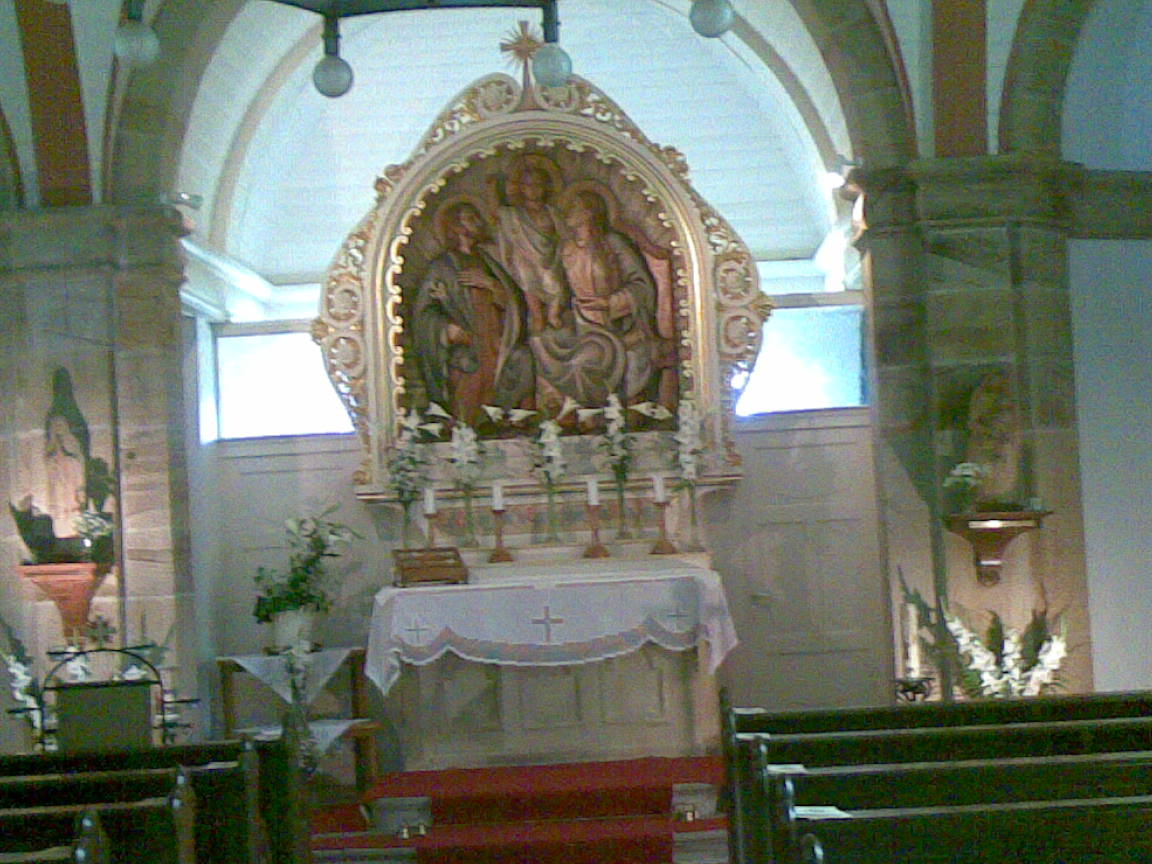
Hochaltar
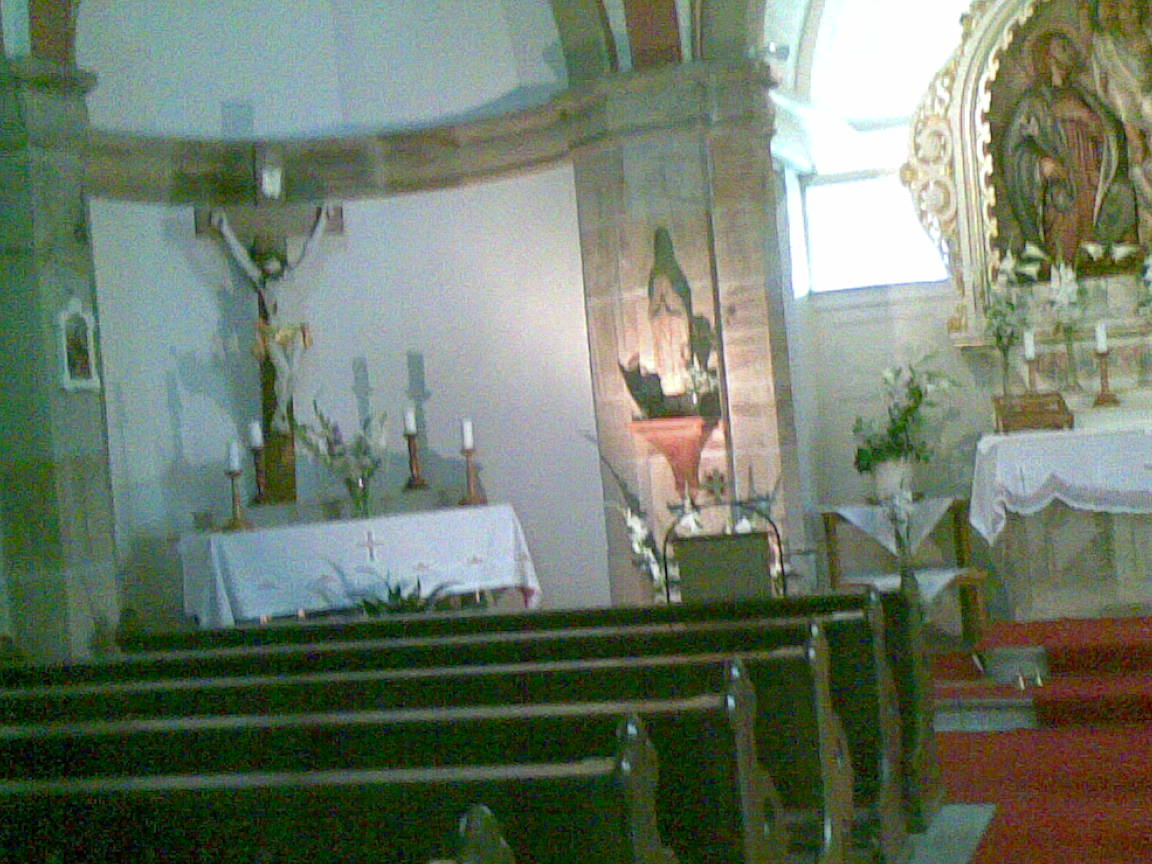
Seitenaltar
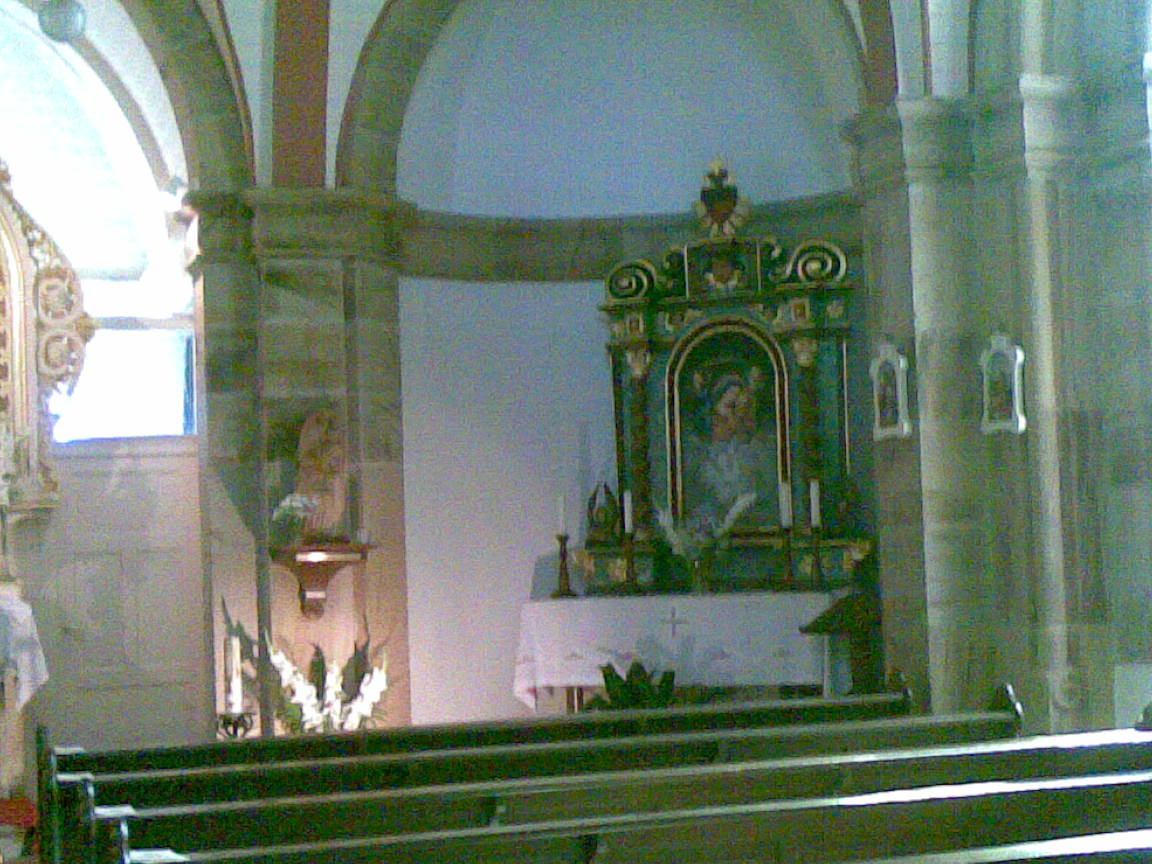
Gnadenbild
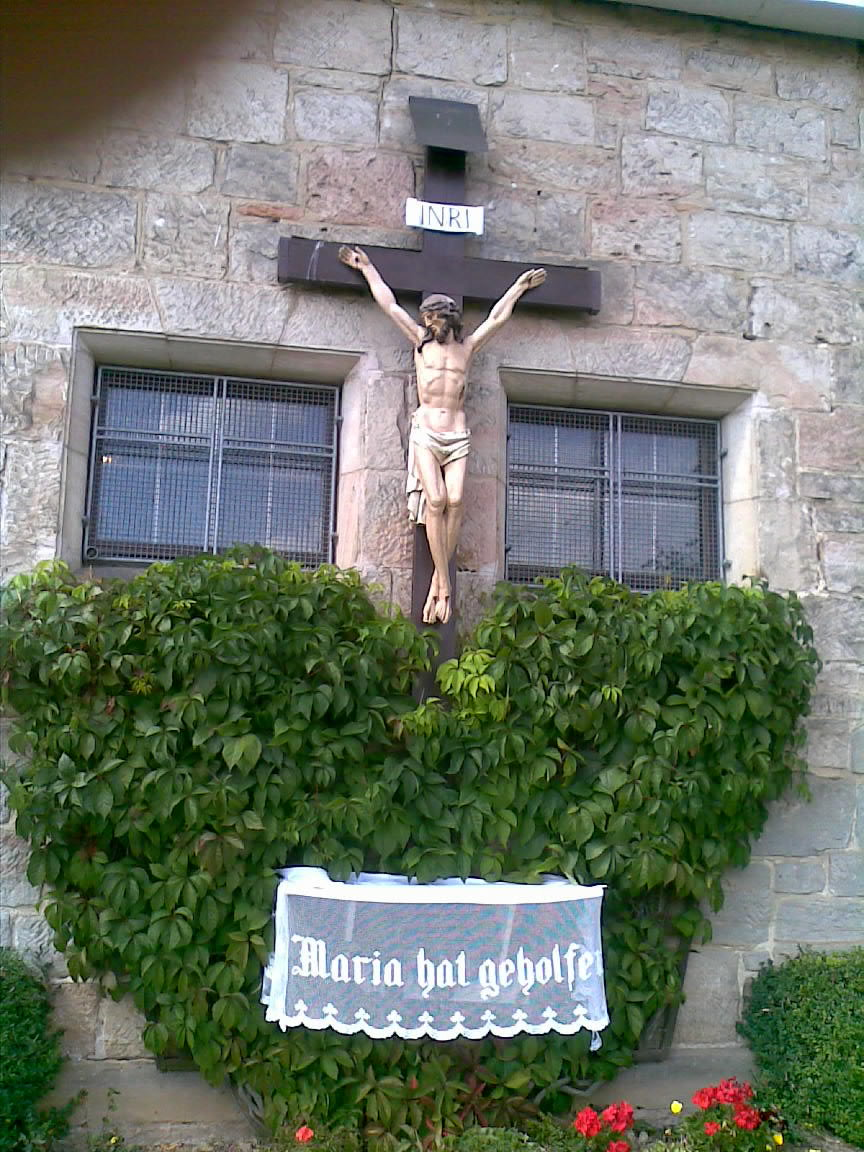
Kruzifix mit Weinstock
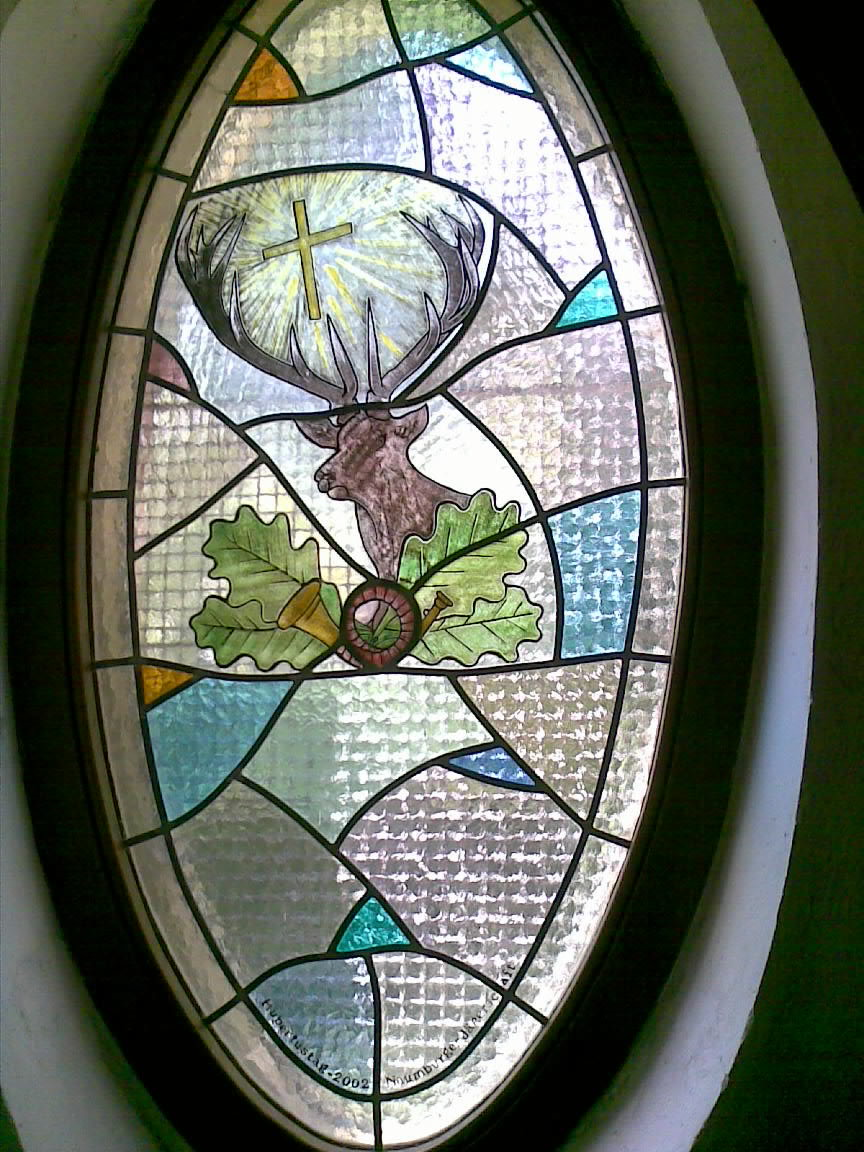
Hubertusfenster im Kirchenvorraum

## Veranstaltungen
In jedem dritten Jahr am 1. Sonntag im Mai wird von der katholischen Kirchengemeinde eine Prozession zur Weingartenkapelle durchgeführt, ebenfalls werden Andachten und Gottesdienste abgehalten sowie Trauungen durchgeführt. Die evangelische Gemeinde feiert jedes zweite Jahr an diesem Ort den Himmelfahrtsgottesdienst. Es werden auf dem Gelände auch meditative und geistliche Veranstaltungen durchgeführt.